# Arquebisbat de Matera-Irsina
L'arquebisbat de Matera-Irsina (italià: arcidiocesi di Matera-Irsina; llatí: Archidioecesis Materanensis-Montis Pelusii) és una seu de l'Església catòlica, sufragània de l'arquebisbat de Potenza-Muro Lucano-Marsico Nuovo, que pertany a la regió eclesiàstica Basilicata. El 2013 tenia 140.000 batejats d'un total 144.644 habitants. Actualment està regida per l'arquebisbe Salvatore Ligorio.

## Territori
L'arxidiòcesi comprèn 13 municipis de la província de Matera: Bernalda, Craco, Ferrandina, Grottole, Irsina, Matera, Miglionico, Montalbano Jonico, Montescaglioso, Pisticci, Pomarico, Salandra i Scanzano Jonico.
La seu arxiepiscopal és la ciutat de Matera, on es troba la catedral de Santa Maria della Bruna. A Irsina hi ha la cocatedral de Santa Maria Assunta.
El territori està dividit en 55 parròquies.

## Història

### Seu de Montepeloso/Irsina
La diòcesi de Montepeloso va ser erigida pels romans d'Orient, entre la fi del segle x i principis de l'xi; no es coneix cap bisbe d'aquest període. Va desaparèixer amb la conquesta normanda de la ciutat en 1042, la seu, «antigament adornada amb la dignitat episcopal», va ser restablerta pel Papa Calixt III, com ho demostra la seva butlla de 1123 al bisbe Leone. En la mateixa butlla el Papa cancel·la la unió de Montepeloso amb Tricarico, establerta per l'arquebisbe d'Acerenza. A l'abat del monestir de Santa Maria Calixt III li va concedir el doble títol d'abat-bisbe. No obstant això, la diòcesi va desaparèixer una altra vegada una dotzena d'anys més tard, quan el 1133 la ciutat va ser novament destruïda pels normands.
Al segle següent els habitants van demanar en diverses ocasions als papes la reconstitució de l'antiga seu, però primer Celestí III,i després Innocenci III i finalment Gregori IX van rebutjar les seves demandes; Fins i tot Innocenci III va haver d'anul·lar l'elecció d'un bisbe (1240).
La diòcesi va ser finalment restaurada el 1460 amb territori desmembrat de la diòcesi d'Andria. Els tres primers bisbes, però, semblen els mateixos bisbes fins i tot d'Andria; potser fins al 1479 es van fusionar les dues seus. Martino Sotomayor, mort en 1477, va ser enterrat a la catedral d'Andria, com va recordar l'epitafi dedicat a ell a la catedral. La diòcesi estava immediatament subjecta a la Santa Seu.
El 27 de juny de 1818 amb la butlla De utiliori del Papa Pius VII, que va seguir a un concordat entre la Santa Seu i el Regne de les Dues Sicílies, la diòcesi va ser unida aeque principaliter a la diòcesi de Gravina.
L'11 d'octubre de 1976 després de la butlla Apostolicis litteris del Papa Pau VI les dues seus es van separar, i la diòcesi de Montepeloso (anomenada Irsina des del 1898) va quedar unida aeque principaliter a la diòcesi de Matera.

### Seu de Matera
Segons el cronista Lupo Protospata i alguns escriptors dels Concilis hi hauria la presència d'un bisbe de Matera al sínode romà del 482 i la conferència de Cartago de 484, però aquesta hipòtesi no es considera molt fiable. Els historiador Giuseppe Gattini, en canvi, dona una llista de 38 bisbes de Matera de 600 al 1200.
No obstant això, el primer document oficial que acrediti l'existència d'un bisbat a Matera es remunta al 968, quan el patriarca de Constantinoble va donar l'ordre de submissió als bisbats d'Acerenza, Matera, Gravina, Tursi i Tricarico a l'arquebisbe grec d'Otranto.
Un altre document que mostra l'existència d'un bisbat Matera és un pergamí de data 16 de maig de 1082 en la qual l'arquebisbe d'Acerenza Arnaldo va donar «al fill estimat en Crist Dom. Stefano, Venerable Abad, per consagrar la nova església, reconstruïda i ampliada, en honor del sant màrtir de Crist Eustachio, amb el consentiment i la voluntat explícita de l'estimat germà en Crist bisbe Benet, pastor de l'Església de Matera i el seu clergat». En aquest mateix any, després de la mort del bisbe de Matera Benet, la diòcesi de Matera va ser annexada ad tempus a l'acheruntina i Arnaldo va esdevenir bisbe tant d'Acerenza i com de Matera.
Segons algunes teories Matera va ser en aquesta ocasió elevat al rang d'arxidiòcesis; en realitat el document oficial que garanteixi la promoció a arquebisbat és la butlla del papa Innocenci III de data 7 de maig de 1203, establint la unió aeque principaliter de l'església de Matera amb la d'Acerenza.
Aquesta unió va durar més de set segles, i no van ser sense conflicte; en 1440, de fet, el Papa Eugeni IV dividí les dues diòcesis, fent administrar Matera primer pel bisbe de Mottola i després per un frare franciscà, Maio (o Marsio) d'Otranto. En 1444, però, va ser restaurada la unió i en 1471 el Papa Sixt IV va decretar que l'arquebisbe assumís el títol d'Acerenza i Matera quan va residir a Acerenza, i viceversa el títol de Matera i Acerenza quan estigués a Matera. El conflicte va continuar tant que el Papa Climent VIII († 1605) va establir que el títol anterior pertanyia a Acerenza, la diòcesi més antiga, i l'arquebisbe vivia a Matera, per la seva conveniència.
El Papa Urbà VI va ser arquebisbe de Matera i Acerenza des del 1363 al 1377.
En 1818, amb la butlla De utiliori, la seu de Matera va ser suprimida i el seu territori va ser unit al d'Acerenza; l'error va ser reparat amb dues butlles de 18 de març de 1819 i del 9 de novembre de 1822.
El 5 d'agost de 1910 als arquebisbes d'Acerenza i Matera se'ls va permetre afegir el títol d'abats de Sant Angelo di Montescaglioso. Des de 1954 aquest títol seria la prerrogativa només dels arquebisbes de Matera.
El 2 de juliol de 1954 les esglésies de Matera i Acerenza finalment van ser separadas amb la butlla Acherontia de Pius XII i es van constituir dues províncies eclesiàstiques: l'església metropolitana de Matera i l'església metropolitana d'Acerenza. Matera va rebre com a diòcesis sufragànies de les d'Anglona-Tursi i de Tricarico.
El 21 d'agost de 1976 amb la butlla Quo aptius' del Papa Pau VI es van ser suprimir les dues províncies eclesiàstiques, i Matera, juntament amb Acerenza, va esdevenir sufragània de l'arxidiòcesi de Potenza Marsico Nuovo i, alhora elevada al rang de seu metropolitana.
L'11 d'octubre de 1976 la diòcesi de Matera es va unir aeque principaliter amb la diòcesi de Montepeloso (Irsina).
El 28 de novembre de 1977 va ser retornat a la diòcesi de Matera el títol d'arxidiòcesi. Els territoris de Ginosa i Laterza van passar de l'arxidiòcesi de Matera a la diòcesi de Castellaneta.
El 30 de setembre de 1986, amb el decret Instantibus votis de la Congregació per als Bisbes, la unió entre Matera i Montepeloso es va fer completa i la diòcesi resultant va assumir el seu actual nom.

## Cronologia episcopal

### Bisbes de Montepeloso
- Leone † (1123 - ?)
  - Seu suprimida (1133-1460)
- Antonello, O.F.M. † (1460 - ?)
- Rogerio di Atella, O.F.M. † (1463 - ?)
- Martino Sotomayor, O.Carm. † (18 de setembre de 1471 - 1477 mort)
  - Donato † (24 de maig de 1479 - ? renuncià) (bisbe electe)
- Antonio de Maffeis † (25 de juny de 1479 - 1482 mort)
- Giulio Cesare Cantelmi † (20 de març de 1482 - 1491 renuncià)
- Leonardo Carmini † (10 de gener de 1491 - 21 de novembre de 1498 nomenat bisbe de Trivento)
- Marco Copula, O.S.B. † (26 de novembre de 1498 - 1527 mort)
- Agostino Landolfi, O.S.A. † (23 de març de 1528 - 1532 renuncià)
  - Giovanni Domenico de Cupis † (13 de novembre de 1532 - 11 d'abril de 1537 renuncià) (administrador apostòlic)
- Bernardino Tempestini † (11 d'abril de 1537 - 1540 renuncià)
- Martino Croce † (15 de novembre de 1540 - 1546 mort)
- Paolo de Cupis † (27 de gener de 1546 - 25 de febrer de 1548 nomenat bisbe de Recanati)
- Ascanio Ferrari † (25 de febrer de 1548 - 1550 renuncià)
- Vincenzo Ferrari † (5 de novembre de 1550 - 1561 renuncià)
- Luigi di Campania † (5 de desembre de 1561 - 5 de juliol de 1566 nomenat bisbe de Mottola)
- Vincenzo Ferrari † (16 d'octubre de 1564 - 2 de juny de 1578 nomenat bisbe d'Umbriatico) (per segona vegada)
- Lucio Maranta † (2 de juny de 1578 - 1592 mort)
- Gioia Dragomani † (27 de novembre de 1592 - 1596 renuncià)
- Camillo de Scribani † (20 d'octubre de 1596 - 1600 mort)
- Ippolito Manari, O.S.M. † (20 de març de 1600 - 17 de desembre de 1604 mort)
- Franciscus Persico † (3 d'agost de 1605 - 1615 mort)
- Tommaso Sanfelice, C.R. † (2 de desembre de 1615 - 12 de desembre de 1621 mort)
- Onorio Griffagni, O.S.B. † (17 de març de 1621 - 1623 mort)
- Diego Merino, O.Carm. † (20 de novembre de 1623 - 24 d'agost de 1626 nomenat bisbe d'Isernia)
- Teodoro Pelleoni, O.F.M.Conv. † (1 de març de 1627 - ? mort)
- Gaudio Castelli † (12 de gener de 1637 - d'octubre de 1637 mort)
- Attilio Orsini † (1 de març de 1638 - 1654 mort)
- Filippo Cesarini † (5 de juliol de 1655 - 12 de març de 1674 nomenat bisbe de Nola)
- Raffaele Riario Di Saono, O.S.B. † (7 de maig de 1674 - setembre de 1683 mort)
- Fabrizio Susanna † (24 d'abril de 1684 - novembre de 1705 mort)
- Antonio Aiello † (22 de febrer de 1706 - gener de 1714 mort)
- Domenico Potenza † (10 de gener de 1718 - 4 de maig de 1739 mort)
- Cesare Rossi † (15 de juliol de 1739 - 23 de febrer de 1750 nomenat bisbe de Gerace)
- Bartolomeo Coccoli † (27 d'abril de 1750 - febrer de 1761 mort)
- Francesco Paolo Carelli † (6 d'abril de 1761 - 14 d'abril de 1763 mort)
- Tommaso Agostino de Simone † (18 de juliol de 1763 - gener de 1781 mort)
  - Sede vacante (1781-1792)
- Francesco Saverio Saggese † (27 de febrer de 1792 - 6 de desembre de 1794 mort)
- Michelangelo Lupoli † (18 de desembre de 1797 - 25 de maig de 1818 nomenat arquebisbe de Conza e Campagna)
  - Unida aeque principaliter amb Gravina (1818-1976)

### Bisbes de Matera
- Anònim † (citat el 968)
- Benedetto † (? - 1082 mort)

### Arquebisbes d'Acerenza i Matera
- Andrea † (7 de maig de 1203 - 1231 renuncià)
- Andrea † (1236 - vers 1246 mort) (per segona vegada)
- Anselmo † (18 d'abril de 1253 - vers 1255 mort)
- Lorenzo, O.P. † (5 d'abril de 1267 - 15 de novembre de 1276 mort)
- Pietro d'Archia † (22 de juny de 1279 - vers 1300 mort)
  - Gentile Orsini, O.P. † (3 de juny de 1300 - 5 d'agost de 1303 mort) (administrador apostòlic)
  - Guido, O.S.B.Clun. † (6 de setembre de 1303 - 13 de novembre de 1306 nomenat bisbe de Toul) (administrador apostòlic)
- Landolfo (o Rudolfo), O.P. † (12 d'agost de 1307 - 6 de novembre de 1307 mort)
- Roberto II, O.P. † (18 d'agost de 1308 - 1334 mort)
- Pietro VII † (4 de juliol de 1334 - 1342 o 1343 mort)
- Giovanni Corcello † (29 de gener de 1343 - vers 1363 mort)
- Bartolomeo Prignano † (22 de març de 1363 - 13 de gener de 1377 nomenat arquebisbe de Bari, posteriorment elegit papa amb el nom d'Urbà VI)
- Niccolò Acconciamuro † (8 d'abril de 1377 - 5 de novembre de 1378 nomenat arquebisbe de Bari)
- Obediència avinyonesa:
  - Giacomo di Silvestro † (7 de febrer de 1379 - ? mort)
  - Bisanzio Morelli † (1384 - ? mort)
  - Tommaso di Bitonto † (20 de desembre de 1393 - ? mort)
- Obediència romana i pisana:
  - Giacomo † (mencionat el 15 d'octubre de 1381)
  - Nicola †
  - Pietro Giovanni de Baraballis, O.F.M. † (1392 - 15 de març de 1395 nomenat arquebisbe de Corint)
  - Stefano Goberio, O.F.M. † (15 de març de 1395 - 5 de març de 1403 nomenat bisbe de Calvi)
  - Riccardo de Olibano † (6 de novembre de 1402 - 1407)
  - Niccolò Piscicelli, O.Cist. † (16 de març de 1407 - 21 de febrer de 1415 nomenat arquebisbe de Salern)
- Manfredi Aversano † (20 de febrer de 1415 - 4 d'agost de 1444 mort)
  - Maio d'Otranto, O.F.M. † (1440 - 1444) (administrador apostòlic de Matera)
- Marino De Paulis † (4 de setembre de 1444 - setembre de 1470 mort)
- Francesco Enrico Lunguardo, O.P. † (1470 - 8 de desembre de 1482 mort)
- Vincenzo Palmieri † (14 de març de 1483 - 30 de juliol de 1518 renuncià)
- Andrea Matteo Palmieri † (30 de juliol de 1518 - 21 d'agost de 1528 renuncià)
- Francesco Palmieri, O.F.M. † (21 d'agost de 1528 - d'agost de 1530 mort)
  - Andrea Matteo Palmieri † (1530 - 1531 renuncià) (administrador apostòlic)
- Giovanni Michele Saraceni † (21 de juny de 1531 - 1556 renuncià)
- Sigismondo Saraceno † (4 de maig de 1556 - 7 de gener de 1585 mort)
- Francesco Antonio Santorio † (28 de juliol de 1586 - 28 d'agost de 1589 mort)
- Francisco Avellaneda † (30 de gener de 1591 - 3 d'octubre de 1591 mort)
- Scipione di Tolfa † (20 de desembre de 1593 - 12 de febrer de 1595 mort)
- Giovanni Trulles de Myra † (11 de març de 1596 - novembre de 1600 mort)
  - Sede vacante (1600-1605)
- Giuseppe de Rossi † (12 de setembre de 1605 - 5 de febrer de 1610 mort)
- Giovanni Spilla, O.P. † (19 de gener de 1611 - 20 de setembre de 1619 mort)
- Fabrizio Antinoro † (10 de gener de 1622 - 13 de novembre de 1630 nomenat arquebisbe, a títol personal, de Siracusa)
- Giovanni Domenico Spinola † (13 de novembre de 1630 - 26 d'abril de 1632 nomenat arquebisbe, a títol personal, de Luni e Sarzana)
- Simone Carafa Roccella, C.R. † (30 d'agost de 1638 - 16 de setembre de 1647 nomenat arquebisbe de Messina)
- Giambattista Spinola † (18 de maig de 1648 - 10 de novembre de 1664 nomenat arquebisbe de Gènova)
- Vincenzo Lanfranchi, C.R. † (7 de desembre de 1665 - 6 de setembre de 1676 mort)
- Antonio del Río Colmenares † (14 de març de 1678 - d'abril de 1702 mort)
- Antonio Maria Brancaccio, C.R. † (4 de juny de 1703 - desembre de 1722 mort)
- Giuseppe Maria Positano, O.P. † (27 de setembre de 1723 - març de 1730 mort)
- Alfonso Mariconda, O.S.B. † (11 de desembre de 1730 - 5 o 13 de febrer de 1737 mort)
- Giovanni Rosso, C.R. † (8 de juliol de 1737 - 21 de maig de 1738 nomenat arquebisbe de Tàrent)
- Francesco Lanfreschi † (21 de maig de 1738 - 8 de febrer de 1754 mort)
- Anton Ludovico Antinori, C.O. † (22 d'abril de 1754 - 24 d'abril de 1758 renuncià)
- Serafino Filangieri, O.S.B. † (22 de novembre de 1758 - 23 d'agost de 1762 nomenat arquebisbe de Palerm)
- Nicola Filomarini, O.S.B.Coel. † (16 de maig de 1763 - 31 d'agost de 1767 nomenat arquebisbe, a títol personal, de Caserta)
- Carlo Parlati, P.O. † (14 de desembre de 1767 - 27 de gener o 24 de febrer de 1774 mort)
- Giuseppe Sparano † (29 de maig de 1775 - 5 de juny de 1776 mort)
- Francesco Zunica † (16 de desembre de 1776 - 16 o 23 de desembre de 1796 mort)
- Camillo Cattaneo della Volta † (18 de desembre de 1797 - 13 de març de 1834 mort)
- Antonio Di Macco † (6 d'abril de 1835 - 7 d'agost de 1854 mort)
- Gaetano Rossini † (23 de març de 1855 - 27 de març de 1867 nomenat bisbe de Molfetta-Giovinazzo-Terlizzi)
- Pietro Giovine † (27 d'octubre de 1871 - 11 de setembre de 1879 mort)
- Gesualdo Nicola Loschirico, O.F.M.Cap. † (27 de febrer de 1880 - 30 de març de 1890 mort)
- Francesco Imparati, O.F.M.Obs. † (23 de juny de 1890 - 11 de juliol de 1892 mort)
- Raffaele di Nonno, C.SS.R. † (16 de gener de 1893 - 24 de juny de 1895 mort)
- Diomede Angelo Raffaele Gennaro Falconio, O.F.M.Ref. † (29 de novembre de 1895 - 30 de setembre de 1899 nomenat arquebisbe titular de Larissa)
- Raffaele Rossi † (14 de desembre de 1899 - 18 d'agost de 1906 mort)
- Anselmo Filippo Pecci, O.S.B. † (7 de setembre de 1907 - 10 d'abril de 1945 jubilat)
- Vincenzo Cavalla † (8 de setembre de 1946 - 14 de febrer de 1954 mort)

### Arquebisbes de Matera (de Matera i Irsina des del 1976)
- Giacomo Palombella † (2 de juliol de 1954 - 1974 jubilat)
- Michele Giordano † (12 de juny de 1974 - 9 de maig de 1987 nomenat arquebisbe de Nàpols)
- Ennio Appignanesi † (21 de gener de 1988 - 19 de gener de 1993 nomenat arquebisbe de Potenza-Muro Lucano-Marsico Nuovo)
- Antonio Ciliberti (6 de maig de 1993 - 31 de gener de 2003 nomenat arquebisbe de Catanzaro-Squillace)
- Salvatore Ligorio, des del 20 de març de 2004

## Estadístiques
A finals del 2013, la diòcesi tenia 140.000 batejats sobre una població de di 144.644 persones, equivalent 96,8% del total.
| any  | població | població | població | sacerdots | sacerdots       | sacerdots       | sacerdots             | diaques | religiosos | religiosos | parroquies |
| ---- | -------- | -------- | -------- | --------- | --------------- | --------------- | --------------------- | ------- | ---------- | ---------- | ---------- |
| any  | batejats | total    | %        | total     | clergat secular | clergat regular | batejats por sacerdot | diaques | homes      | dones      |            |
| 1970 | ?        | 136.764  | ?        | 125       | 94              | 31              | ?                     |         | 34         | 62         | 39         |
| 1980 | 138.900  | 139.900  | 99,3     | 86        | 54              | 32              | 1.615                 | 2       | 34         | 143        | 50         |
| 1990 | 139.000  | 141.800  | 98,0     | 86        | 56              | 30              | 1.616                 |         | 32         | 113        | 50         |
| 1999 | 140.600  | 141.653  | 99,3     | 83        | 64              | 19              | 1.693                 |         | 22         | 81         | 51         |
| 2000 | 140.600  | 141.653  | 99,3     | 92        | 73              | 19              | 1.528                 |         | 21         | 81         | 51         |
| 2001 | 140.600  | 141.653  | 99,3     | 95        | 80              | 15              | 1.480                 |         | 17         | 81         | 51         |
| 2002 | 140.000  | 140.899  | 99,4     | 84        | 69              | 15              | 1.666                 | 1       | 18         | 63         | 52         |
| 2003 | 140.000  | 140.899  | 99,4     | 92        | 72              | 20              | 1.521                 | 1       | 23         | 61         | 52         |
| 2004 | 140.000  | 140.899  | 99,4     | 94        | 74              | 20              | 1.489                 | 1       | 23         | 61         | 52         |
| 2013 | 140.000  | 144.644  | 96,8     | 98        | 69              | 29              | 1.428                 |         | 32         | 64         | 55         |

### Diòcesi de Montepeloso
- Giuseppe Cappelletti, Le Chiese d'Italia della loro origine sino ai nostri giorni, vol. XXI, Venècia 1870, pp. 371–375 (italià)
- Louis Duchesne, L'évêché de Montepeloso, in Scripta Minora. Études de topographie romaine et de géographie ecclésiastique, Rome, 1973, pp. 455–465(francès)
- Vincenzo D'Avino, Cenni storici sulle chiese arcivescovili, vescovili, e prelatizie (nullius) del regno delle Due Sicilie, Napoli 1848, pp. 408–411 (italià)
- Pius Bonifacius Gams, Series episcoporum Ecclesiae Catholicae, Leipzig 1931, pp. 900–901 (llatí)
- Konrad Eubel, Hierarchia Catholica Medii Aevi, vol. 2 Arxivat 2018-10-04 a Wayback Machine., pp. 195–196; vol. 3 Arxivat 2019-03-21 a Wayback Machine., p. 249; vol. 4 Arxivat 2018-10-04 a Wayback Machine., pp. 247–248; vol. 5, pp. 274–275; vol. 6, pp. 295–296 (llatí)
- Butlla De utiliori, a Bullarii romani continuatio, Tomo XV, Romae 1853, pp. 56–61 (llatí)